# UBC St. Pölten
O UBC St. Pölten ou Chin Min Dragons UBC Sankt Pölten é um clube de basquetebol da Áustria, fundado em 2007, em St. Pölten, Áustria.

## Títulos
- Österreichische Bundesliga: 6

1993, 1995, 1996, 1997, 1998, 1999
- Copa Austríaca de Basquetebol: 3

1994, 1996, 1998